# The Platinum Collection (álbum de Alicia Keys)
The Platinum Collection é o primeiro box set da cantora e compositora norte-americana Alicia Keys, lançado em 10 de Maio de 2010 pela editora discográfica J Records.

## Álbuns incluídos
- 2001: Songs in A Minor
- 2003: The Diary of Alicia Keys
- 2007: As I Am

## Desempenho nas tabelas musicais
| País — Tabela musical (2010)                                | Posição de pico |
| ----------------------------------------------------------- | --------------- |
| Irlanda — Irish Recorded Music Association                  | 51              |
| Portugal — Associação Fonográfica Portuguesa                | 18              |
| Reino Unido — UK Albums Chart (The Official Charts Company) | 20              |
| Suíça — Schweizer Hitparade                                 | 82              |